# Bob Lanier (Basketballspieler)
Robert Jerry „Bob“ Lanier (* 10. September 1948 in Buffalo, New York; † 10. Mai 2022 in Phoenix, Arizona) war ein US-amerikanischer Basketballspieler. Zwischen 1970 und 1984 spielte er in der nordamerikanischen Profiliga NBA für die Mannschaften der Detroit Pistons und Milwaukee Bucks. Mit einer Größe von 2,11 m spielte er auf der Position des Centers.

## Karriere
Er wurde im NBA-Draft 1970 an erster Stelle durch die Detroit Pistons ausgewählt. Nach seiner ersten Saison wurde in das NBA All-Rookie Team berufen. Außerdem wurde ihm 1974 die Auszeichnung MVP des All-Star Games verliehen. Für sein soziales Engagement wurde Lanier 1978 mit dem J. Walter Kennedy Citizenship Award ausgezeichnet. Er wurde im Verlauf seiner Karriere als NBA-Spieler bei den Pistons insgesamt sieben Mal in das NBA All-Star Team berufen. 1980 wurde er zu den Milwaukee Bucks verkauft; mit diesen gewann er in allen seinen fünf Jahren die Division-Championship und wurde 1982 noch ein letztes Mal in das All-Star-Game gewählt. 1984 trat er vom Basketballsport zurück. Lanier ist einer der wenigen NBA-Spieler überhaupt, die einen Karriere-Schnitt von mehr als 20 Punkten und 10 Rebounds haben. Die Pistons und Bucks zogen nach seinem Karriereende die Trikotnummer 16 zurück, so dass diese von beiden Teams, zu seinen Ehren, nicht mehr vergeben wird.
Während und nach seiner Karriere war Lanier von 1980 bis 1985 Präsident der Spielergewerkschaft National Basketball Players Association.
Am 11. Mai 1992 wurde Bob Lanier in die Naismith Memorial Basketball Hall of Fame aufgenommen. 1995 versuchte er sich als Trainer der Golden State Warriors, wurde aber nach 37 Spielen und einer 12-25 Bilanz wieder entlassen.
Später betrieb Lanier ein eigenes Unternehmen, das sich auf Marketing spezialisierte.
Lanier starb am 10. Mai 2022 an den Folgen einer Krankheit. Er war 2019 wegen Blasenkrebs in ärztlicher Behandlung gewesen.